# Osio Sopra
Osio Sopra là một đô thị ở tỉnh Bergamo, vùng Lombardia, Italia. Đô thị này có diện tích 5 km2, dân số là 4019 người.